# 양곡중학교 (경기)
양곡중학교(陽谷中學校)는 대한민국 경기도 김포시 양촌읍 양곡리에 있는 사립 중학교이다.

## 학교 연혁
- 1953년 11월 : 양곡중학원 설립
- 1953년 12월 : 초대 교장 이휘문 선생 취임
- 1954년 12월 : 재단법인 성애학원 설립인가
- 1954년 12월 : 초대 이사장 반병섭 선생 취임
- 1964년 1월 : 양곡학원 설립
- 1983년 10월 : 학교법인 선명학원에서 인수합병
- 1985년 2월 : 선명여자중학교 폐교, 양곡중학교로 통합
- 1988년 2월 : 선명당(체육관, 강당) 신축 준공
- 2002년 6월 : 양촌 다목적체육관 신축 개관(현 한마음 체육관 개명)
- 2012년 7월 : 제9대 이사장 김태웅 선생 취임
- 2020년 1월 : 급식소 현대화 사업 조성
- 2022년 3월 : 공간혁신 사업 '누리숲 도서관' 조성
- 2023년 2월 : 본관동 5층 에듀테크센터 및 교무실 공간 혁신 공사
- 2023년 12월 : 공간 드림 사업 '숲을 담은 쉼터' 조성
- 2024년 1월 : 제69회 156명 졸업(총 10,547명)
- 2024년 3월 : 제13대 교장 김태욱 선생 취임

## 참고 자료
- 양곡중학교 - 한국교육학술정보원 학교알리미